# NGC 5778
NGC 5778 est une très vaste et lointaine galaxie elliptique située dans la constellation du Bouvier. Sa vitesse par rapport au fond diffus cosmologique est de 17 933 ± 14 km/s, ce qui correspond à une distance de Hubble de 265 ± 19 Mpc (∼864 millions d'al). NGC 5778 a été découverte par l'astronome américain Lewis Swift en 1886.
NGC 5778 est une radiogalaxie présentant un jet radio d'angle petit (Narrow-angle tail ou NAT en anglais).
À ce jour, quatre mesures non basées sur le décalage vers le rouge (redshift) donnent une distance de 240,000 ± 39,944 Mpc (∼783 millions d'al), ce qui est à l'intérieur des valeurs de la distance de Hubble. Notons cependant que c'est avec la valeur moyenne des mesures indépendantes, lorsqu'elles existent, que la base de données NASA/IPAC calcule le diamètre d'une galaxie et qu'en conséquence le diamètre de NGC 5778 pourrait être d'environ 105,8kpc (∼) si on utilisait la distance de Hubble pour le calculer.

## Identification de NGC 5778
Au moins trois sources,, considère que NGC 5778 et NGC 5825 sont une seule et même galaxie. Selon le professeur Seligman, c'est une possibilité, mais NGC 5825 pourrait aussi être un objet perdu ou inexistant.